# Glenn Brown (architecte)
Pour les articles homonymes, voir Glenn Brown et Brown.

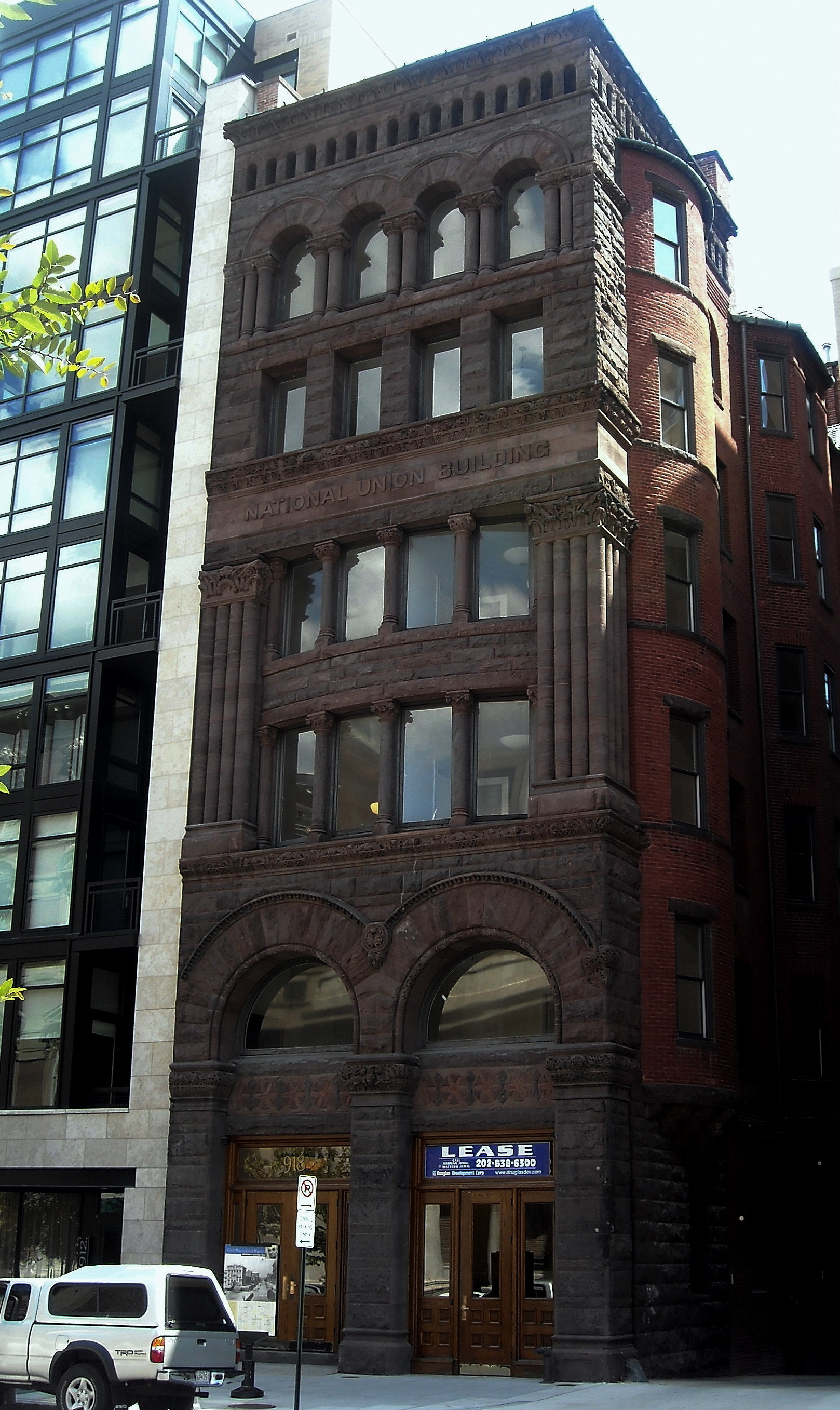
Bâtiment de l'union nationale

Glenn Brown (1854-1932) est un architecte et historien américain.

## Biographie
Il a écrit une Histoire du Capitole des États-Unis (2 vol., 1901 et 1904) et plus de 100 articles. En 1927, Brown fut élu membre associé de l'Académie américaine des beaux-arts. 
Plusieurs de ses œuvres sont inscrites au US Registre national des lieux historiques. 
Les travaux comprennent : 
- Maison Joseph Beale , 2301 Massachusetts Ave., NW., Washington (Brown, Glenn), répertoriée NRHP
- Pont de Dumbarton, rue Q sur le parc Rock Creek, NW, Washington, Brown, Glenn et Bedford), classé NRHP
- Chapelle mortuaire du cimetière Glenwood , 2219, chemin Lincoln, nord-est de Washington (Brown, Glenn), inscrite sur le NRHP
- National Union Building, 918 F St., NW, Washington (Brown, Glenn), inscrit sur le NRHP
- Une ou plusieurs œuvres dans la rue quatorzième arrondissement historique , à peu près bornées par S, 12, N et 15e Sts., NW., Washington (Brown, Glenn, et al.), Listés NRHP

Il a également dirigé des travaux de restauration à l'église Pohick à partir de 1901.